# Jef Neve
Jef Neve (* 8. März 1977) ist ein belgischer Jazzpianist und Komponist.

## Biographie
Jef Neve spielte bereits im Jugendalter in lokalen Bands und begann erste Kompositionen zu schreiben. Mit 17 Jahren gehörte er der Funkband Mr. Zebedee an; es folgte die Zusammenarbeit mit verschiedenen Jazz- und Pop-Bands sowie klassischen Ensembles und Theater-Produktionen. Er studierte am Lemmensinstituut in Löwen und erwarb 2000 den Master in Jazz und klassischem Piano, 2001 zusätzlich in Kammermusik. Während seines Studiums besuchte er Meisterklassen von Brad Mehldau, Martial Solal, Lew Tabackin, Toots Thielemans, Billy Hart, Bill Carrothers, Kenny Werner und Bruce Barth. Er trat auch als Solist mit dem Flämischen Philharmonie-Orchester unter der Leitung von Michel Tilkin auf; 2002 arbeitete er als Pianist und Komponist mit der Tanzkompagnie Dathe in London. 2003 legte er mit seinem Trio ein erstes Album unter eigenem Namen vor (Blue Saga’), gefolgt von It’s Gone (2004). Für sein drittes Album Nobody is Illegal wechselte er zum Label Universal. Mit seinem Trio gastierte er u. a. auch auf der Jazzahead in Bremen. Neben dem Trio-Projekt arbeitet er dem Vibraphonisten Pascal Schumacher (Face to Face, Enja 2010) und im Duo mit dem Sänger José James (For All, 2010). Ferner trat er mit dessen Band mit dem Projekt Facing East - The Music of John Coltrane auf. Neve arbeitet außerdem mit der Band Groove Thing als Keyboarder. 
Im Bereich der klassischen Musik trat er 2005 mit den Goldberg-Variationen von Johann Sebastian Bach auf; 2008 gab er mehrere Konzerte mit Tenor Koen Vereertbrugghen und konzertiert regelmäßig mit dem Oboisten Piet Van Bockstal. Im Auftrag des Bijloke Muziekcentrum schrieb er ein Klavierkonzert, das 2009 in Brüssel und Ghent mit dem Brüsseler Philharmonikern unter der Leitung von Michel Tabachnik uraufgeführt wurde. Nach einem Gershwin-Programm 2007/2009 folgte 2010 die Uraufführung seiner Komposition für Chor, Piano und Orchester. Jef Neve schrieb auch Filmmusiken, u. a. für Dagen Zonder Lief (2007) und The Misfortunates von Felix Van Groeningen. Gegenwärtig arbeitet er mit einem Trio aus dem Bassisten Ruben Samama (* 1985) und dem Schlagzeuger Teun Verbruggen. Sein Album For All We Know, das er mit dem Sänger José James eingespielt hatte, erhielt 2011 den Prix Mimi Perrin du Jazz Vocal. Das Brussels Jazz Orchestra unter der Leitung von Jef Neve spielte die Filmmusik von Ludovic Bource in The Artist ein, die bei den Golden Globe Awards 2012 in der Kategorie beste Filmmusik ausgezeichnet wurde.
Am 12. Februar 2017 wurde ein Asteroid nach ihm benannt: (23691) Jefneve.

## Diskografie (Auszüge)
- Nobody Is Illegal (Emarcy, 2007)
- Soul in a Picture (Emarcy, 2008)
- Soundtracks (2009)
- Face to Face (Enja, 2010) mit Pascal Schumacher
- For All We Know (Impulse!, 2010) mit José James[3]
- Sons of the New World (2012)
- In Flanders Field (Soundtrack of „In Vlaamse velden“) (2014)
- One (2014)
- Spirit Control (2017)
- Mysterium (2020)